# Yaşar Doğu
Yaşar Doğu (Samsun, Samsun, ? de 1913 — Ancara, 8 de janeiro de 1961) foi um lutador de luta livre turco.

## Carreira
Foi vencedor da medalha de ouro na categoria de 67-73 kg em Londres 1948.